# Meat Beat Manifesto
I Meat Beat Manifesto, (spesso riconosciuti con la sigla MBM), sono un gruppo musicale inglese di musica elettronica. La formazione, che ha finora visto in Jack Dangers l'unico membro permanente, ha sperimentato numerosi stili diversi quali techno, dubstep, jungle, IDM, industrial, dub, e jazz fusion.
Secondo le testimonianze, i Meat Beat Manifesto influenzarono la musica di gruppi quali Nine Inch Nails, Chemical Brothers, e Prodigy, e contribuirono all'emersione di stili quali il trip hop, il big beat, e la drum and bass.

## Storia
Jack Dangers e Jonny Stephens fondarono i Perennial Divide nel 1986 con Paul Freeguard e pubblicarono i primissimi singoli a nome Meat Beat Manifesto. Nel 1988 iniziarono a comporre un album adottando quest'ultimo alias; nonostante ciò, esso non venne mai pubblicato perché, secondo Dangers, i nastri vennero bruciati in seguito ad un incendio avvenuto nello studio di registrazione. Secondo la versione di Rob Deacon, fondatore dell'etichetta Sweat Box Records, l'incendio non sarebbe mai avvenuto. Il duo pubblicò successivamente l'esordio Storm the Studio, con il quale vennero definiti un gruppo di musica industrial. Nel mese di maggio del 1990 essi pubblicarono 99%, il cui stile si avvicinava maggiormente alla techno rispetto all'esordio. Nel mese di agosto dello stesso anno, uscì Armed Audio Warfare: un tentativo di ricreare le sonorità dell'esordio mai pubblicato.
I concerti della formazione, che erano spesso caratterizzati dalla presenza di coreografie elaborate, videoclip, e ballerini, vennero definiti "intense esperienze audio visive". Essi aprirono i concerti dei Nine Inch Nails nel loro primo tour nazionale del 1990. Sebbene i contributi del coreografo Marcus Adams non siano musicali, egli viene considerato membro del gruppo.
Satyricon del 1992 fu un altro album di musica elettronica dalle sonorità "mainstream" che influì in formazioni quali Orbital, Shamen, e Orb. Il disco include inoltre i successi Mindstream e Circles, sebbene la traccia più famosa sia Original Control (Version 2), che venne più tardi rinominata I Am Electro nelle diverse antologie pubblicate successivamente.
In seguito al trasferimento di Dangers, che lasciò l'Inghilterra per vivere a San Francisco, Stephens abbandonò il progetto nel 1993. Tre anni più tardi uscì il nuovo album in studio Subliminal Sandwich con etichetta Nothing Records. Nonostante fosse la prima pubblicazione dei MBM pubblicata da una major, non ricevette lo stesso successo critico e commerciale delle pubblicazioni precedenti. Nello stesso anno, la formazione pubblicò una traccia su Offbeat: A Red Hot Soundtrip: un'antologia pubblicata per beneficenza dalla Red Hot Organization.
Nel 1997 entrarono nel gruppo il batterista Lynn Farmer e il multi-strumentista John Wilson per registrare Actual Sounds + Voices, che uscì durante l'anno seguente. Ispirato alla jazz fusion, il disco vide come ospite il sassofonista Bennie Maupin, e include il singolo Prime Audio Soup. Wilson, che abbandonò la formazione poco tempo dopo, venne rimpiazzato da Mark Pistel. Nel mentre la formazione ruppe il contratto con la Nothing.
Il seguente RUOK? del 2007 vide partecipi alle sessioni DJ Z-Trip e Alex Paterson degli Orb. ...In Dub del 2003 è invece un album di remix delle tracce di RUOK?.
L'album At the Center, uscito nel 2005, è una collaborazione con alcuni musicisti jazz che segnò un cambio di stile momentaneo e ricevette buoni giudizi da parte della critica.
Dal 2005 al 2006 i MBM intrapresero un secondo tour mondiale mentre, nel 2007, pubblicarono il doppio Archive Things 1982-88 / Purged: il primo disco include alcune delle prime tracce composte dalla formazione più alcune demo, il secondo è una versione strumentale dell'album Purge dei Perennial Divide.
Il nono album in studio Autoimmune, del 2008, riprese le vocalità come avvenne molti anni prima con Actual Sounds + Voices (1998), e segnò un avvicinamento alla musica dubstep.
Nel 2010 uscì Answers Come in Dreams.

## Discografia

### Album in studio
- 1989 Storm the Studio
- 1990 Armed Audio Warfare
- 1990 99%
- 1992 Satyricon
- 1996 Subliminal Sandwich
- 1998 Actual Sounds + Voices
- 2002 RUOK?
- 2005 At the Center
- 2008 Autoimmune
- 2010 Answers Come in Dreams
- 2017 Impossible Star
- 2019 Opaque Couché

### Remix albums
- 2003 Storm The Studio RMXS
- 2004 ...In Dub

### Compilation
- 2007 Archive Things 1982-88